# Szneur ben Becalel Szor
Szneur ben Becalel Szor – XVIII-wieczny drukarz hebrajski, działający w Polsce.
Pochodził z Połonnego. Od 1794 był właścicielem tamtejszej drukarni hebrajskiej, w której do 1795 wydał co najmniej cztery dzieła (w 1794 Kaw ha-jaszar, Midrasz thilim, Zahar, w 1795 Or olam, część 4). Więcej druków z jego oficyny nie jest znanych, prawdopodobnie prowadził jednak działalność drukarską jeszcze przez kilka lat (do 1799).